# Рзянин, Андрей Анатольевич
Андрей Анатольевич Рзянин (18 мая 1977) — российский футбольный тренер.

## Биография
Окончил Московский институт физической культуры и спорта (МИФКИС, 2008). Работает тренером с 2002 года. Имеет тренерскую лицензию «С».
По состоянию на 2007 год был администратором женской команды «Чертаново». По состоянию на 2009 год работал главным тренером второго состава женского клуба «ШВСМ-Измайлово» (Москва), выступавшего в первом дивизионе.
В 2015 году был главным тренером женской команды «Чертаново», проводившей свой дебютный (после перерыва в несколько лет) сезон в высшем дивизионе. По итогам сезона команда заняла последнее место среди 6 участников. В начале 2016 года Рзянин уступил пост главного тренера «Чертаново» бывшему тренеру сборной России Сергею Лаврентьеву, но продолжил работать в тренерском штабе клуба.
Одновременно с работой в «Чертаново», возглавлял юниорские женские сборные Москвы разных возрастов. Становился победителем Спартакиады учащихся России до 17 лет (2019).